# S.Th. Thorbrøgger
Skule Theodor Thorbrøgger (født 26. februar 1794 i København, død 14. februar 1870) var en dansk embedsmand og politiker.
Thorbrøgger var søn af sadelmagermester Lorentz Thorbrøgger. Han startede som volontør i Rentekammeret i 1808 og tog exam.jur. (dansk juridisk eksamen) i 1810. Han blev kopist i 1811 og fuldmægtig i Kanal-, Havne-, og Fyrdirektionen i 1813. I 1816 blev Thorbrøgger forflyttet til Generaltoldkammer- og Kommercekollegiet. Han blev konstitueret toldkasserer i Aalborg i 1824 og fastansat i 1830. Han var toldinspektør fra 1856 til han tog sin afsked 1869.
Han blev medlem af borgerrepræsentantskabet i Aalborg i 1839 og var borgerlig rådmand 1839-1847. Han blev valgt til stændersuppleant i 1834 og 1844 og deltog Nørrejyllands Stænderforsamling i Viborg i 1836. Han var kongevalgt medlem af stænderforsamlingen i 1848.
Thorbrøgger stillede op til landstingsvalget 1849 i 7. landstingskreds men blev ikke valgt. Han var medlem af Folketinget i Aalborg Amts 2. valgkreds (Aalborgkredsen) fra 26. februar 1853 til 20. august 1853. Han blev valgt ved kåring ved valgene i februar og maj 1853 men nedlagde sit mandat allerede i august.
Thorbrøgger blev udnævnt til ridder af Dannebrog i 1840, justitsråd i 1842, dannebrogsmand i 1853 og etatsråd i 1859.